# Stylidium amabile
Stylidium amabile är en tvåhjärtbladig växtart som beskrevs av Wege och D.J.Coates. Stylidium amabile ingår i släktet Stylidium och familjen Stylidiaceae. Inga underarter finns listade i Catalogue of Life.